# XII. Károly svéd király

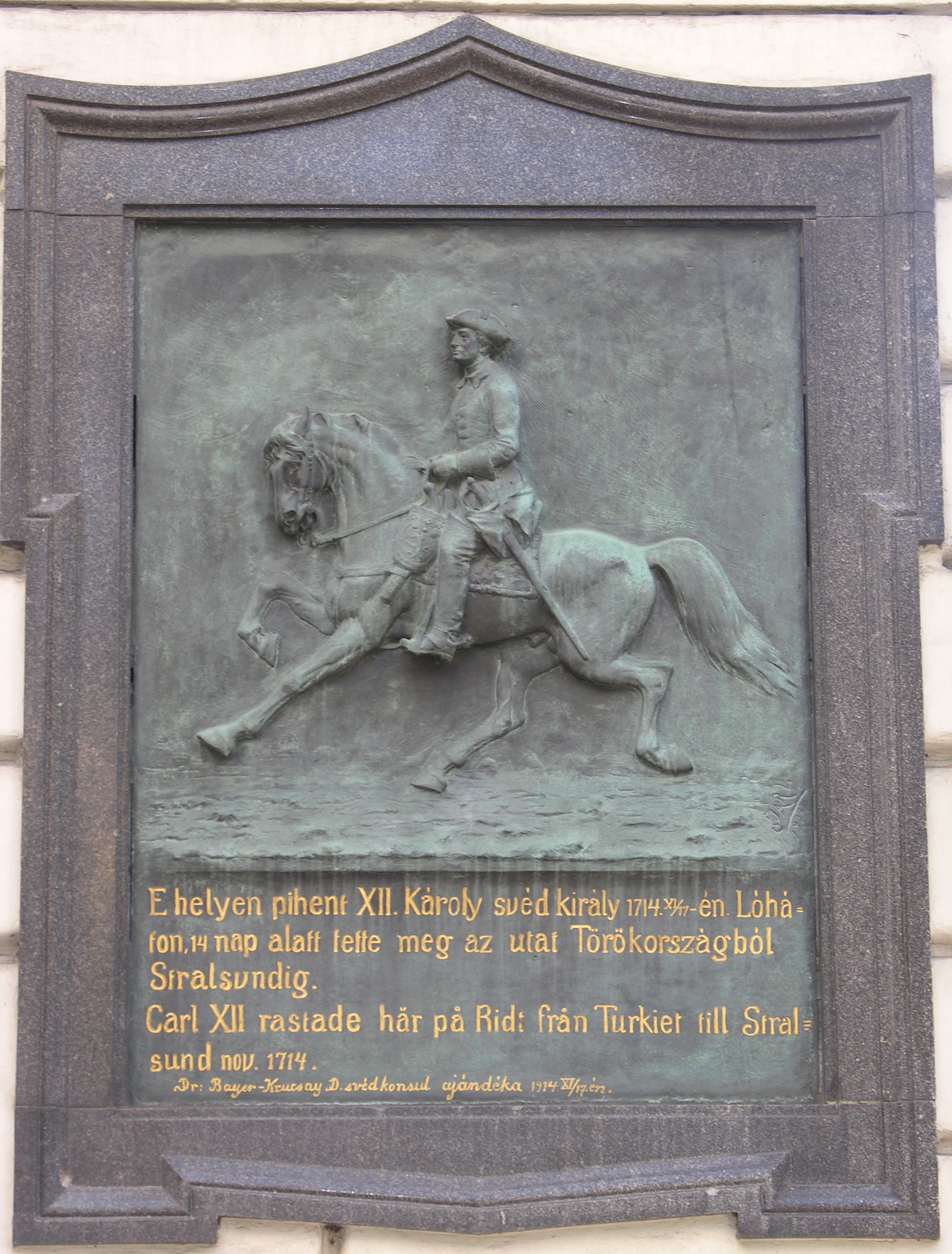
XII. Károly emléktáblája,
Budapest, V. kerület,
Váci utca 43.

XII. Károly (Stockholm, 1682. június 17. – Fredrikshald, ma: Halden, Norvégia, 1718. november 30.), a Wittelsbach-ház Pfalz–Zweibrücken ágából származó herceg, 1697–1718 között Svédország királya, Bréma és Verden hercege. Az utolsó svéd abszolút uralkodó.

## Élete

### Származása, ifjúkora
1682 június 17-én született. Édesapja a Wittelsbach-ház Pfalz–Zweibrücken ágából származó XI. Károly svéd király (1655–1697) volt, X. Károly Gusztáv király (1622–1660) fia. Édesanyja Ulrika Eleonóra dán királyi hercegnő (1656–1693) volt, III. Frigyes dán és norvég király (1609–1670) leánya.
Miután 1697 december 14-én nagykorúsították, 15 évesen trónra került. Először csak iszákosságáról volt híres, folyton erős italokat ivott és azzal szórakozott, hogy birkákat fejezett le a palotában addig, amíg teljesen el nem öntötte a vér a termeket. Ám kedvenc medvéjét úgy leitatta, hogy az kiesett az ablakon és elpusztult. Emiatt gyötrő lelkiismeret furdalás vett rajta erőt és ettől kezdve nem ivott többet, legfeljebb csak alacsony alkoholtartalmú vizezett sört a szomjúságra. Innentől komolyan foglalkozni kezdett az ország ügyeivel. Uralkodása alatt nem hagyatkozott a tisztviselői karra, helyettük ő maga egyszemélyben kormányzott. Belpolitikáját is ez a hozzáállás jellemezte, a nemességet háttérbe szorította, és nagy mennyiségű „redukciót” (azaz birtokelkobzásokat) hajtott végre. Politikai stílusa tükrözte egyéniségét: parancsoló, ellentmondást nem tűrő személyiség volt, ezért hívták egyesek „koronás hadvezérnek”. Már fiatal korában elsajátította a kor uralkodóitól elvárható műveltséget, több idegen nyelven beszélt.

### A katonakirály
Nagy birodalmat örökölt, melyet harcias természetének megfelelően csatákban, háborúkban állandóan növelni igyekezett. Bár a háborút épp ellenségei kezdték, amelyhez némi bátorítást adott Károly szertelen életmódja. (amivel később felhagyott, hogy a legmegfelelőbb példát mutassa az embereinek) A nagy északi háborúban (1700–1721) Dánia, Lengyelország, Oroszország katonai koalíciójával találta magát szemben. 1700-ban angol és holland flotta támogatásával megverte a dánokat, bár nem volt igazán szüksége segítségre az akkor mindössze tizenöt- hatéves királynak. Habár első ütközete volt, mégis elsőként gázolt a vízbe, majd a győzelem után partot érve rögtön hálát is adott Istennek. Bevette ugyan Koppenhágát, de tisztességen bánt a dánokkal, éppen úgy, mint saját katonáival, bár az adókban nem ismert kegyelmet és az előállítható hadisarc többszörösét követelte. Majd a narvai csatában I. Péter orosz cár ötször (más források szerint tízszer) nagyobb létszámú seregét verte meg. A svéd sereg mindössze nyolcezer főből állt, míg az oroszoknál húszezer főt számláltak. Az ütközetet Károly egyedi bravúrral oldotta meg, vizes szalmát gyújtott meg és engedett vízre, hogy a füst összezavarja az ellenfelet és rajtaüthessen.  Ezután II. (Erős) Ágost lengyel király (és szász választófejedelem) ellen vonult, akit ismételten megvert, majd 1706-ban a megalázó altranstädti békére kényszerítette. Egy alkalommal leszakadt az embereitől, csak, hogy meglátogathassa Ágostot, akit annyira váratlanul ért a látogatás, hogy pizsamában fogadta a svéd királyt. Megreggeliztek, beszélgettek és miután Károly távozott, Ágost rájött, hogy ellenfele könnyedén besétált hozzá, hogy az őrség nem vette észre. Később, mikor Károly visszatért a sereghez, csípős megjegyzést tett arra, hogy őt bizony egyetlen lengyel sem foghatja el.
1707-ben ismét betört Oroszországba, de rögtön szembetalálta magát a teljesen újjászervezett orosz hadakkal, amelyek korszerű fegyverzettel, képzett katonákkal és tisztekkel rendelkeztek és jó stratégiát követtek. A cár hagyta, hogy a svéd csapatok minél mélyebben hatoljanak be országába. Károlynak igen hamar utánpótlási gondjai támadtak, táborában éhezés tört ki. Felmérve az orosz terep rossz adottságait és saját megfogyatkozott tartalékait, Károly úgy döntött, hogy délre, Ukrajnába vonul(ekkortájt kapta a levelet fiatalabb húga haláláról), hogy a termékeny területekről szerezzen utánpótlást, és rávegye az orosz elnyomás ellen lázadó kozákokat és ukránokat, hogy csatlakozzanak hozzá, valamint megpróbálja a tatár és török hatalmakat bevonni a háborúba, hogy együtt vonuljanak Moszkva elfoglalására. Egyébként ezeken a területeken számos embert sikerült toboroznia seregébe, akik nem kaptak ugyan annyira jó kiképzést, de kéziszerszámokkal és egyéb "fegyverekkel" szívesen felvették a harcot.  A svéd sereg Fehéroroszországon át bevonult Ukrajnába, de az ukránok nem támogatták, sőt inkább harcoltak a svédek ellen, mert az éhező svéd katonák élelmiszert raboltak az ukrán és fehérorosz parasztoktól. A svéd sereg (Karoleans) egyik tisztje egyszer ellopott egy tyúkot az egyik családtól, amiért Károly méltóan megbüntette. A kozákok közül is mindössze a zaporozsjei kerület csatlakozott, mivel Károly csak Ivan Mazepa (Mazeppa) kozák hetmant tudta szövetségesként megnyerni. Mazepa később megmentette a király életét, mikor elmenekítette a láztól és harci vágytól megrészegült Károlyt Poltavából. Károly hivatalosan  Ukrajna felszabadítójaként hirdette magát, de az ukrán lakosság nagyobb része megszállóként tekintett a svédekre, és állandó harcot vívott ellenük.
Mintegy 1000 km-nyi menetelés után Károly elrendelte Poltava ostromát, amit sokkal több orosz katona védett, mint amennyi svéd támadó állt velük szemben. Mazeppa serege még mindig messze volt. 1709-ben a poltavai csatában (július 7-8) Károly vereséget szenvedett a cár csapataitól. Ennek egyik oka fő az volt, hogy olyan haditervet dolgoztak ki, mely szerint Mazeppa kisebb létszámú sereggel az erdőből, oldalról támadja meg az oroszokat, míg ő (Károly) vívja a maga csatáját. Azonban ez a kis társaság eltévedt a rengetegben és csak akkor értek a helyszínre, amikor az ütközet már lezajlott. Fontos körülmény, hogy maga Károly csak passzív résztvevője volt az ütközetnek, mivel egy rosszul célzott golyó (valószínűleg megzavarták a támadóját) teljesen szétzúzta a sarokcsontját. Szeretett csizmáját úgy kellett levágni róla, de nem vesztette el a lélekjelenlétét, ő maga tartotta a lábát, míg érzéstelenítés nélkül kiszedték a golyót. Csapatai maradékával dél felé, az Oszmán Birodalom területére vonult vissza, bár mivel a csata közben kénytelen volt lóra ülni, sebláza lett és bár csak félig volt magánál, de mindenképpen vissza akart menni harcolni. Moltke kimenekítette és csónakban átvitte a folyón, ahol már biztonságban tudhatta a királyt, aki Moldvában talált menedéket.

### Menekülése és visszatérése
A törököknél vendég-fogolyként éldegélt 5 évig. Ez idő alatt rengeteget olvasott, bár franciául nem volt hajlandó megszólalni, bármennyire is jól beszélte a nyelvet. Szokása volt,  hogy ha nem tetszett neki valamilyen szöveg, egyszerűen csak kitépte a lapot. A szultán felesége annyira megkedvelte, hogy „Károlyom”-nak szólította. Amikor a törökök megunták az ottlétét (akkoriban a törököknél a tisztséget betöltő személye napi szinten változott), foglyul ejtették a saját rezidenciáján, amit később felgyújtottak. Károly és néhány megmaradt embere a tetőkön keresztül menekült meg. Bár Károly és legfőbb tisztje elhatározták, hogy kivárnak, ezért egy évig nem voltak hajlandók kikelni sem az ágyból, ami az ötkor kelő és szigorú gyakorlatokat tartó Károlytól nagy teljesítmény volt.
A török szultán „vendégszeretetének” árát Károlynak saját hadipénztárából kellett finanszíroznia. A Károly hadseregéből megmaradt svéd katonák a Moldvában zsoldosokat toborzó II. Rákóczi Ferenc szolgálatába álltak, és Magyarországra mentek, hogy Ausztria ellen harcoljanak, de a romhányi csatában vereséget szenvedtek.
1710–11-es pruti hadjárat során Károly megpróbálta katonai tudásával segíteni a török csapatokat, akiknek sikerült bekeríteniük a cár vezette orosz sereget. Károly úgy vélte, ha a szultán teljesen megsemmisíti az orosz cárt, az az ő győzelme is lesz, de reményei meghiúsultak, mert a cár óriási váltságdíjjal vásárolta meg az őt szorongató (de megvesztegethető) nagyvezírt, így a cári sereg ki tudott menekülni Moldvából. A gyors békekötéssel véget ért az 1711-es orosz–török háború, amelyben már nem jutott szerep Károlynak.
Ezt követően Károly nem látott más lehetőséget, hogy személyesen beavatkozzék a nagy északi háború további menetébe. 1713-ban Bendernél összecsapásba bonyolódott a törökökkel és sikerült elmenekülnie. 1714-ben legendássá vált hosszú lovaglással – Erdélyen és Magyarországon keresztül – tért vissza birodalmába. Több beszámoló és emlékmű is bizonyítja, hogy Károly Pesten a (mai) Váci utca 64-ben szállt meg, valamint Debrecenben egy nemes ember adott számára szállást. A svéd kézen lévő Stralsund várába érve újabb hadműveletek szervezésébe fogott. A porosz–dán–szász szövetség hadai azonban ostrom alá vették Stralsundot. Az erőd 1715 karácsonyán megadta magát, Károly néhány nappal korábban hagyta el a várat, hajón Svédországba menekült, 1716 elején ért Trelleborgba.

### Halála
Az elveszett keleti területeket Károly király Norvégiában próbálta pótolni, de Fredrikshald (ma: Halden) erődjének ostrománál halálos fejlövés érte, 1718. november 30-án. Bár sokan egyszerű orvlövészt, vagy egy eltévedt golyót látnak halála okozójaként, de számos adat van arra bizonyítékul, hogy hatalomra vágyó rokonai gyilkoltatták meg, bár ez mégsem eléggé valószínű, mivel halála előtt találkozót kért húgával, és néhány tisztje szerint pozitívan hatott rá a találkozás. A svéd királyi trónon húga, Ulrika Eleonóra (1688–1741) követte.
Háborúinak sorozatával XII. Károly kimerítette Svédországot, amely ezzel elveszítette a 17. században kiharcolt nagyhatalmi státuszát.

## Külső hivatkozások
- XII. Károly legendás hazaútja Poltava után

| Előző uralkodó: XI. Károly | Svédország uralkodója 1697–1718 Wittelsbach | Következő uralkodó: I. Ulrika Eleonóra |